# 4-氟派醋甲酯
4-氟派醋甲酯 （4-Fluoromethylphenidate），又称4-FMPH和4F-MPH，是一种能改善使用者的专注力的药物，与哌醋甲酯相比，是一种效力更强的多巴胺再摄取抑制剂。并且由于其药品带来的缓和性使得其成瘾性与服药后焦虑更低。

## 成瘾性
4-氟甲基苯甲酸甲酯与其他(±)-threo-甲基苯甲酸甲酯(TMP)类似物一起被进一步研究，以评估其作为抗可卡因药物的潜力。4F-MPH被报告为具有0.26 (0.18–0.36) mg/kg的ED50，在作为可卡因替代品方面的相对效力为3.33。这是基于其对多巴胺转运蛋白的结合强度与其作为多巴胺再摄取抑制剂的活性。理论上，这将阻止一些可卡因的效果，而不会像可卡因那样上瘾。 这被误解为多巴胺与去甲肾上腺素选择性比率。
另一项研究发现，在甲基苯甲酸甲酯的threo-异构体中，带有电子吸引取代基的间位和对位化合物倾向于具有更高的结合效力。含有氟、氯、溴和甲基基团的化合物被报告比甲基苯甲酸甲酯以及密切相关的化合物4F-EPH更有效。4F-MPH被报告具有以下数值：[3H]WIN 35428结合为35.0 ± 3.0 (2) 和 [3H]多巴胺为142 ± 2.0 (2)。